# Taylor Vixen
Taylor Vixen, née le 25 octobre 1983 à Dallas au Texas, est une actrice pornographique américaine.

## Biographie
Elle a été nommée « Pet of the Month » de la revue Penthouse en septembre 2009 et « Pet of the Year » en 2010.
Vixen ne tourne que des scènes lesbiennes ou des scènes en solo.

## Filmographie sélective
Le nom du film est suivi du nom de ses partenaires lors des scènes pornographiques.
- 2009 : Barely Legal 95 avec Ruby Knox
- 2009 : Women Seeking Women 55 avec Franziska Facella
- 2009 : We Live Together.com 8 avec Molly Cavalli
- 2009 : Molly's Life 3 avec Molly Cavalli
- 2010 : Pussy Eating Club 2 avec Elli Foxx
- 2010 : Girls Love Girls avec Nikki Rhodes
- 2010 : Girls Who Want Girls avec Lexi Stone
- 2011 : Lesbian Office Seductions 6 avec Kate Kastle (scène 2) ; Lily LaBeau (scène 3)
- 2011 : Lesbian Boob Worship avec Lily Cade
- 2011 : Lesbian Adventures: Wet Panties Trib 2 avec Aiden Starr
- 2012 : We Live Together.com 21 avec Kirsten Price et Sammie Rhodes
- 2012 : Lesbian Seductions 43 avec Zoey Holloway
- 2012 : I Love Pussy: Taylor Vixen avec Gracie Glam, Capri Cavanni, Alison Tyler, Britney Amber, Jayden Jaymes
- 2012 : Me and My Girlfriend 1 avec Tori Black
- 2013 : We Live Together.com 25 avec Malena Morgan et Sammie Rhodes
- 2013 : We Live Together.com 30 avec April O'Neil, Nina James, Sammie Rhodes et Victoria Rae Black
- 2013 : Women Seeking Women 95 avec Samantha Ryan
- 2014 : Women Seeking Women 102 avec Elexis Monroe
- 2014 : Lesbians In Charge 3 avec Nicki Hunter
- 2014 : Lesbian Pussy Worship avec Dana Vespoli et Lyla Storm
- 2014 : I Am Taylor Vixen avec Jayden Cole, Dahlia Sky, Tasha Reign, Kirsten Price, Aaliyah Love
- 2014 : Me and My Girlfriend 8 avec Emily Addison
- 2015 : I Like Girls avec Tasha Reign
- 2015 : Women Seeking Women 116 avec Allie Haze
- 2016 : Women Seeking Women 131 avec Jelena Jensen
- 2017 : Taylor Vixen's A Lesbian (compilation) avec Tasha Reign, Kirsten Price, Dahlia Sky, Aaliyah Love, Lola Foxx, Britney Amber, Capri Cavanni, Jayden Cole
- 2018 : Horny and All Alone 3

## Récompenses et nominations
- 2010 AVN Award nominee – Best All-Girl Couples Sex Scene – Women Seeking Women 55 (avec Franziska Facella)[1]
- 2011 Urban X Award nominee – Best Girl Girl Sex Scene – Asian Eyes (avec Jessica Bangkok)[2]
- 2012 AVN Award nominee – Best Solo Sex Scene – On My Own: Brunette Edition
- 2013 AVN Award nominee – Best Girl/Girl Sex Scene – Lush 2 (avec Jessie Andrews)[3]
- 2013 XBIZ Award nominee – Best Scene (All-Girl) – Taylor Vixen’s House Rules (avec Emily Addison)[4]